# Fabronia patentissima
Fabronia patentissima är en bladmossart som beskrevs av C. Müller 1869. Fabronia patentissima ingår i släktet Fabronia och familjen Fabroniaceae. Inga underarter finns listade i Catalogue of Life.